# Oroniscus dolomiticus
Oroniscus dolomiticus là một loài chân đều trong họ Oniscidae. Loài này được Verhoeff miêu tả khoa học năm 1908.